# Monosolenium tenerum
Monosolenium es un género monotípico de musgos hepáticas de la familia Monosoleniaceae. Su única especie: Monosolenium tenerum, es originaria de China y Japón. En acuariofilia se utiliza como "planta acuática".

## Taxonomía
Monosolenium tenerum fue descrita por William Griffith  y publicado en Bernice P. Bishop Mus. Bull. 1849.